# Lopholaena festiva
Lopholaena festiva là một loài thực vật có hoa trong họ Cúc. Loài này được Brusse mô tả khoa học đầu tiên năm 1991.